# 松下Lumix DMC-FZ30
Panasonic Lumix DMC-FZ30 是松下Lumix系列的一款准专业长焦数码相机，于2005年7月发布。它是前作Panasonic Lumix DMC-FZ20的后续产品，相对FZ20，FZ30将CCD从1/2.5 '加大到1/1.8 '，像素也提升至800万级别。FZ30的后续作品是Panasonic Lumix DMC-FZ50。
广受好评的12倍光学变焦（等效35mm相机焦距为35mm ～ 420mm）保留在FZ30上，依旧有着Leica标志，但是少了FZ20上的恒定F2.8镜头——在长焦端的420mm，最大光圈为F3.7。依旧配备松下自己的O.I.S.防抖系统，使用锂离子电池和SD卡存储，2英寸的可翻转LCD相对之前嵌入式的LCD，更方便取景。

## 主要参数
- 成像元件：1/1.8英寸CCD
- 显示：2英寸可旋转TFT显示屏
- 12倍光学变焦，F/2.8～F/3.7 光圈，OIS光学防抖
- 维纳斯二代影像处理器
- 短片拍摄：Motion JPEG格式（640×480、30fps），单声道

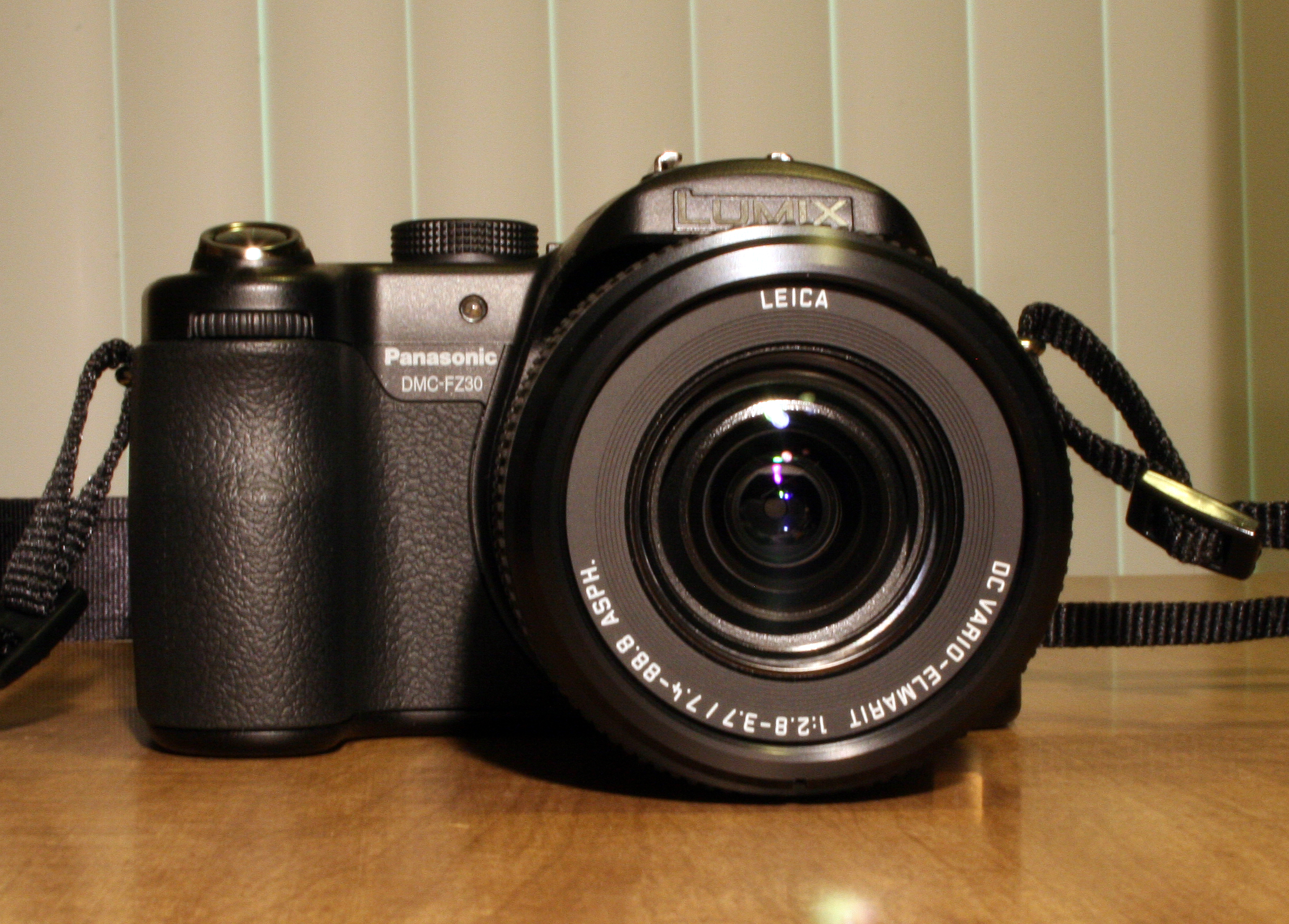
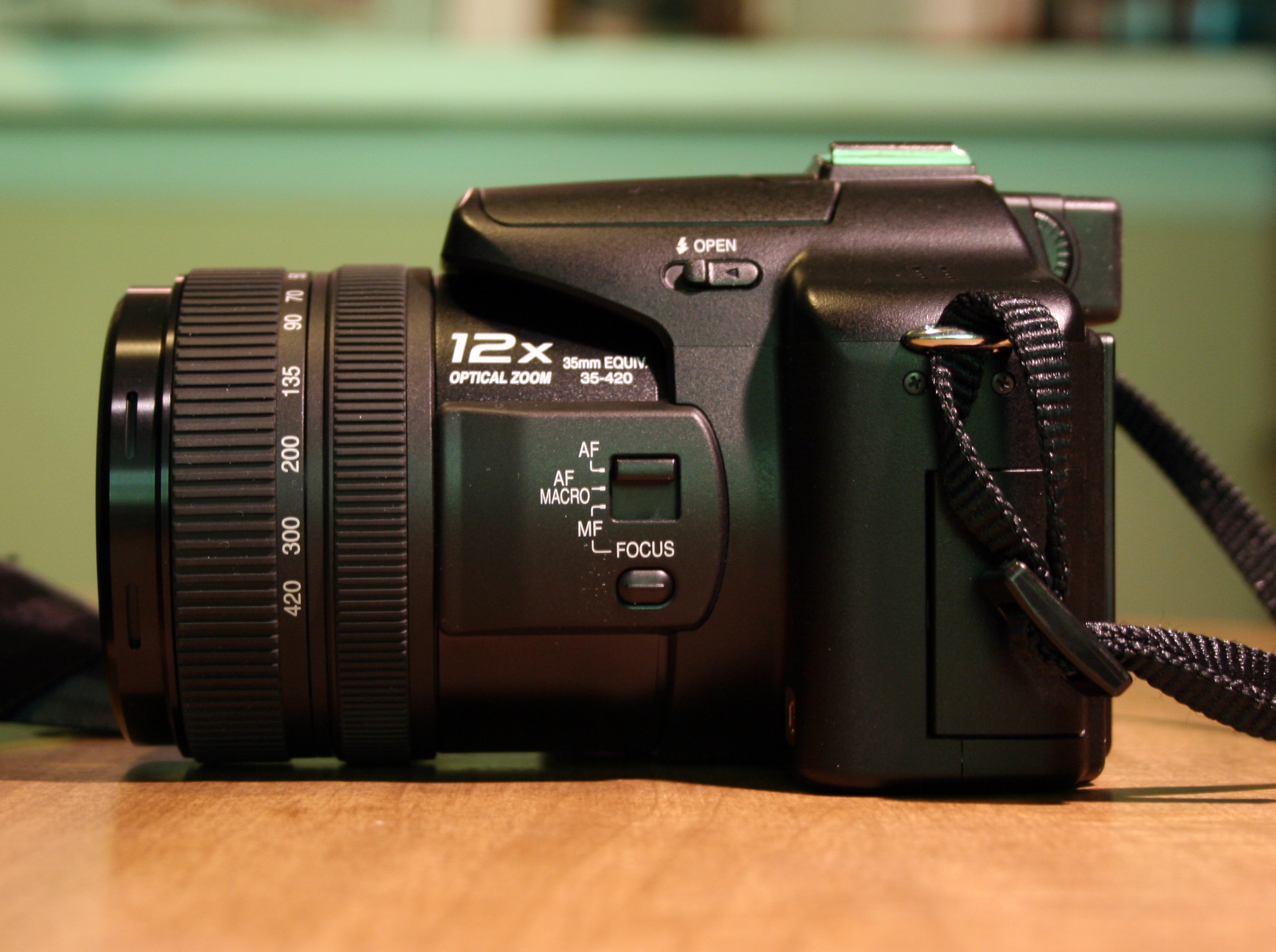
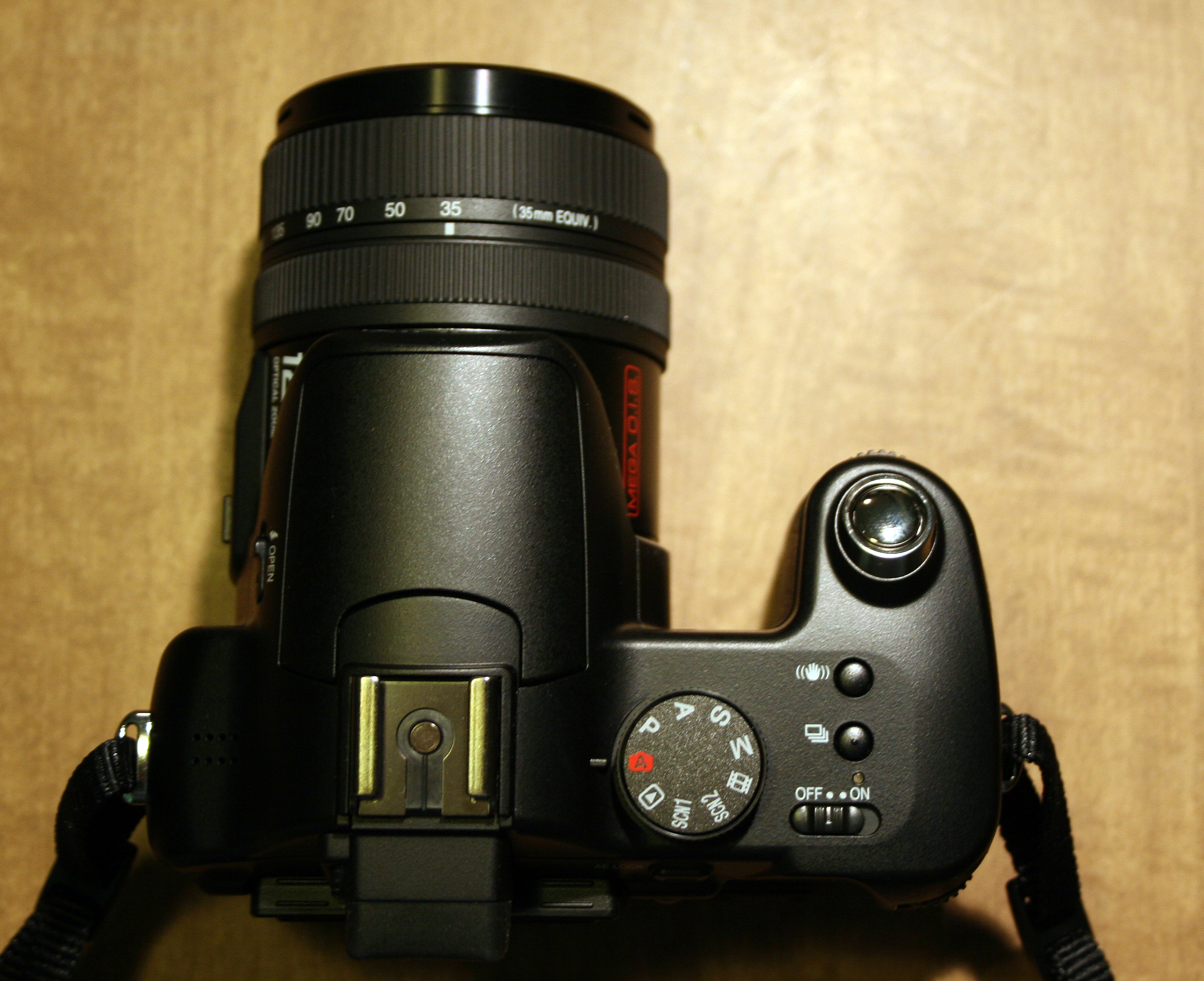
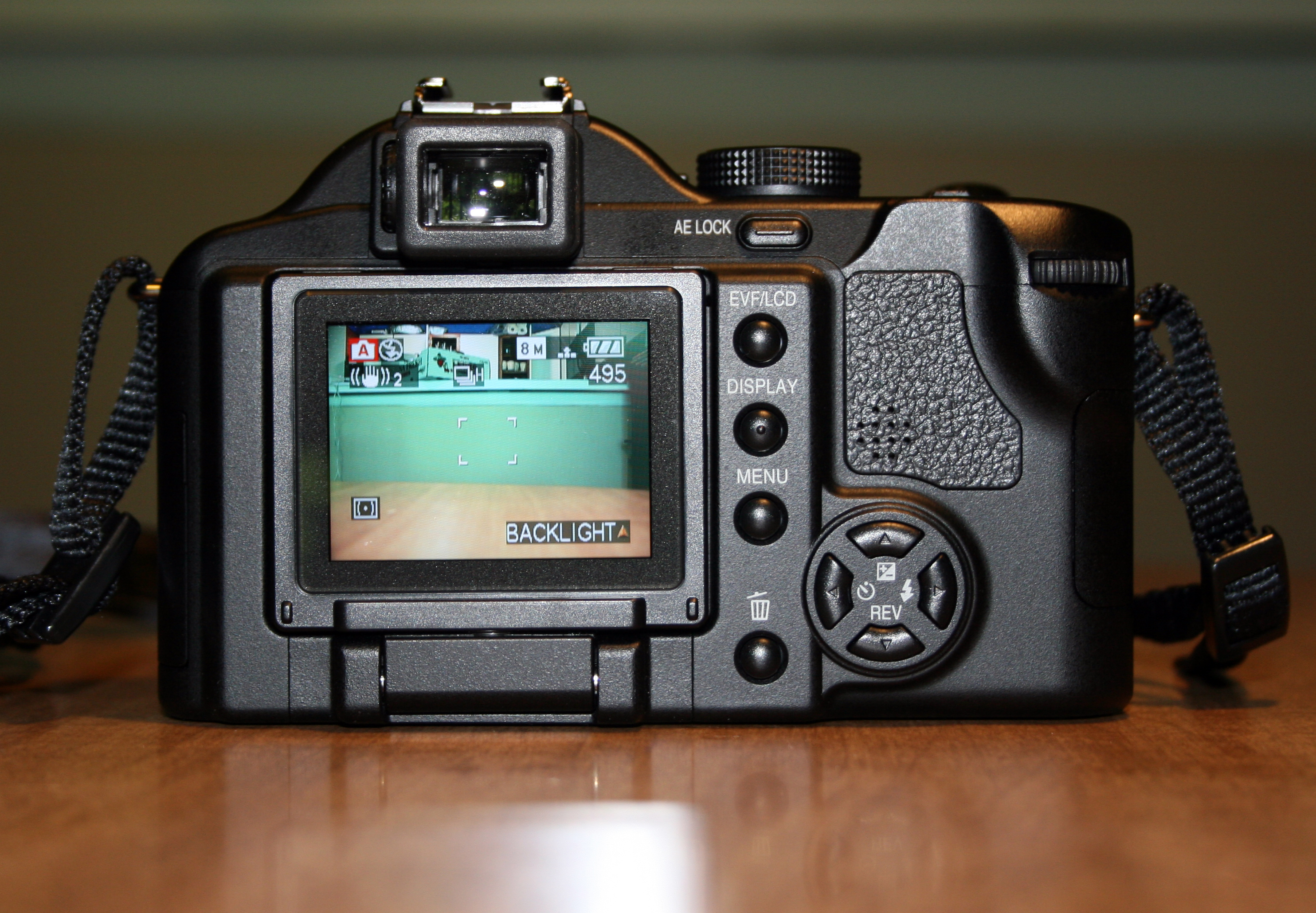

- 使用SD卡作为存储介质
- 使用锂离子电池